# La Bastida de Totana
La Bastida de Totana est un site archéologique de la culture d'El Argar, datée de l'Âge du bronze. Elle est située dans la municipalité de Totana, dans la région de Murcie, en Espagne.

## Situation
La Bastida de Totana est située sur une colline au profil conique, à environ 6 km à l'ouest de la ville de Totana.

## Historique
Les premières recherches qui ont débuté en 1869 et les fouilles menées depuis 2008 par le groupe de recherche d'Arqueoecología Social Mediterránea (ASOME) de l'université autonome de Barcelone en font l'un des sites les plus connus de la culture d'El Argar.

## Description
Le site a été occupé de 2200 à 1550 av. J.-C.. D'une superficie d'au moins 4,5 ha, c'est l'un des plus vastes établissements de l'Âge du bronze ancien en Europe continentale.

## Protection
En 2005, La Bastida de Totana est déclarée Bien d'intérêt culturel.